# François-Alexandre de Garsault
François-Alexandre Pierre de Garsault dit François-Alexandre de Garsault, né en 1693 à Paris où il est mort en 1778, est un hippiatre, zoologiste, botaniste et dessinateur français.  Il a décrit pour l'Académie royale des sciences plusieurs ouvrages des arts et métiers.

## Biographie
Petit-fils d'Alain de Garsault, François-Alexandre de Garsault est né le 25 mars 1693 à Paris et a été baptisé le lendemain à Saint-Eustache. Il est le fils de Antoine Alexandre de Garsault, écuyer ordinaire du Roy, capitaine général des haras de France, et de Marie Anne Faille. Il reçoit une éducation complète lui permettant d'écrire sur une grande variété de sujets. Il devient capitaine des haras au Haras du Pin et publie plusieurs ouvrages sur le milieu équestre. Le Nouveau parfait Maréchal, ouvrage de vulgarisation sur le cheval publié en 1741, pour lesquelles il réalise également les illustrations, rencontrera un fort succès durant le XVIIIe siècle. Il y traite méthodiquement de tout ce qui touche au cheval et à l'écuyer. Doté d'une bonne culture scientifique, il publie également des écrits de botanique (il s'intéresse par exemple aux Ptéridophytes et Spermatophytes) et zoologie, notamment Figures des plantes et animaux d'usage en médecine en 1764. Il participe à plusieurs ouvrages pour l'Académie des Sciences sur les métiers de bourrelier, cordonnier, lingère, paumier-raquettier, perruquier, sellier et tailleur.
François Alexandre de Garsault ne paraît pas avoir jamais été membre de l’Académie royale des sciences (en dépit de ce que dit un vieux catalogue de la bibliothèque de Lille). À sa mort, le 1er décembre 1778, il est qualifié, comme son père avant lui, d’« écuyer, ancien capitaine général des haras du Roi ».

## Postérité

### Normalisation du nom en botanique
Garsault est l'abréviation normalisée de François-Alexandre de Garsault en botanique.

### Taxons zoologiques et botaniques
Plusieurs taxons d'animaux et végétaux ont été décrits par Garsault. Son ouvrage Figures des plantes et animaux d'usage en médecine, publié en 1764, a longtemps été ignoré par les zoologistes car il était considéré comme un ouvrage d'histoire naturelle médicale et non comme un traité de zoologie, bien qu'il y décrive plusieurs taxons, notamment de reptiles et d'amphibiens. Il a été reconsidéré au début du XXIe siècle et la paternité de la description de plusieurs taxons (notamment des genres Bufo, Salamandra et Vipera) lui est attribuée par certains auteurs aux dépens par exemple de Laurenti, dont l'ouvrage Specimen Medicum, Exhibens Synopsin Reptilium Emendatam cum Experimentis circa Venena décrivant plusieurs taxons n'a été publié qu'en 1768.

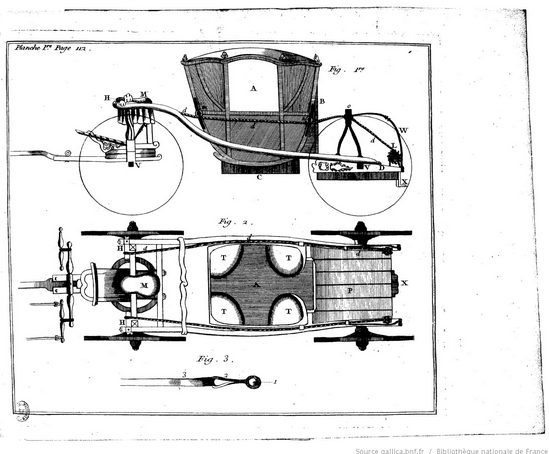
Dessin de François-Alexandre de Garsault L'inversable

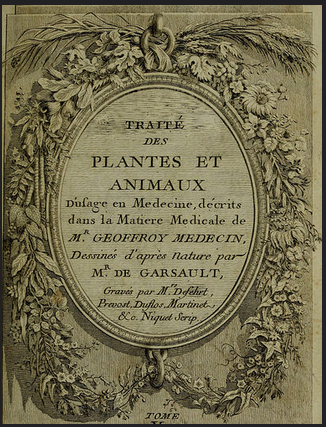

Taxons décrits :
- Bufo Garsault, 1764
- Coturnix Garsault, 1764
- Cygnus Garsault, 1764
- Salamandra Garsault, 1764

## Ouvrages
François-Alexandre Garsault a publié de nombreux ouvrages sous son nom, illustré d'autres ouvrages scientifiques et traduit un ouvrage de l'anglais.
Certains ouvrages ont été traduits en espagnol, allemand, anglais.
(listes non exhaustives)

### Auteur
- Le nouveau parfait maréchal, ou La connaissance générale et universelle du cheval (Collection Sciences), Paris, Despilly, 1741 (1re éd. 1741), 722 p. (lire en ligne)
- Traité des voitures pour servir de supplément au Nouveau parfait maréchal, Paris, Leclerc, 1756 (1re éd. 1756), 116 p. (lire en ligne)
- Faits des causes célèbres et interessantes; Augmentes de quelques causes, Amsterdam, Chastelain, 1757, 408 p. (lire en ligne)
- Notionaire, ou Mémorial raisonné de ce qu'il y a d'utile et d'intéressant dans les connoissances acquises depuis la création du monde jusqu'à présent (Encyclopédie), Paris, Guillaume Desprez (1re éd. 1761), 736 p. (lire en ligne)
- Art du perruquier, le perruquier en vieux et le baigneur-étuviste (Description des arts et métiers par l'Académie royale des sciences), Paris, 1767 (1re éd. 1767), 56 p. (lire en ligne)
- Art du cordonnier (Description des arts et métiers par l'Académie royale des sciences), Paris, Saillant & Nyon, Desaint, 1767 (1re éd. 1767), 51 p.
- Art du tailleur, Paris, Delatour, 1769 (1re éd. 1769), 80 p. (lire en ligne)

### Traducteur
- Andrew Snape (trad. de l'anglais par François-Alexandre Garsault, ill. Carlo Ruini), Anatomie générale du cheval [« The Anatomy of an horse[14] »], Paris, Barthelemy Laisnel. Alexis-Xavier-René Mesnier, 1732 (1re éd. 1683), 340 p. (lire en ligne)
Comme pour l'ouvrage de Snape, les illustrations sont reprises du livre de Ruini, l’Anatomia del cavallo infermita[15].

### Illustrateur
- Les Figures des plantes et animaux d'usage en médecine. Tome 4 / , décrits dans la "Matière médicale" de M. Geoffroy,... dessinés d'après nature par M. de Garsault ,... - Explication abrégée de 719 plantes, tant étrangères que de nos climats, et de 134 animaux en 730 planches gravées en taille-douce sur les desseins ["sic"] de M. de Garsault et mises au jour en juin 1764, suivant l'ordre du livre intitulé : "Matière médicale" de M. Geoffroy,..., Paris, F-A. Garsault & G. Desprez, 1765 (1re éd. 1765), 365 p. (lire en ligne)

Gravures de Geoffroy, Etienne-François et Garsault, François Alexandre
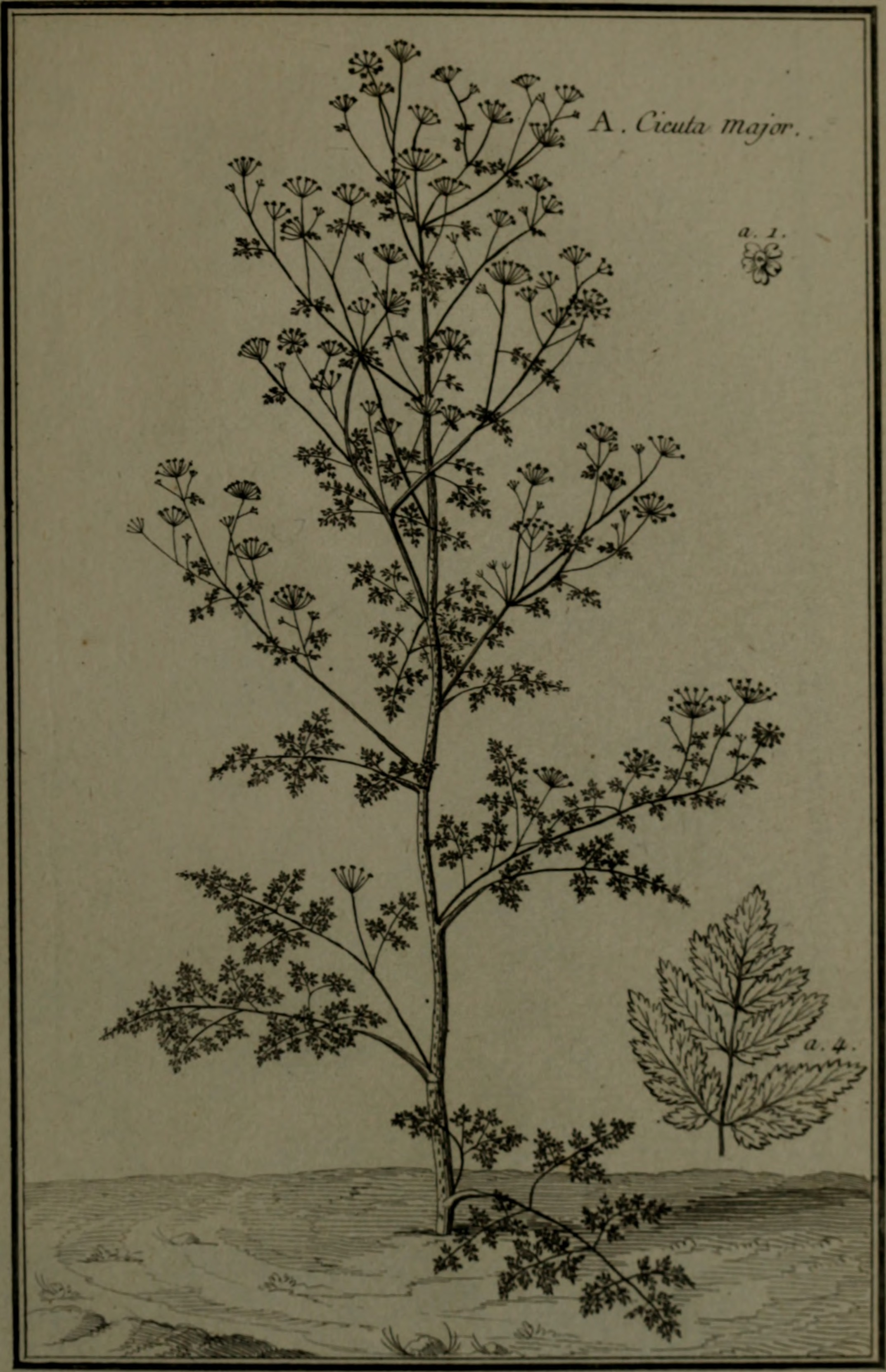
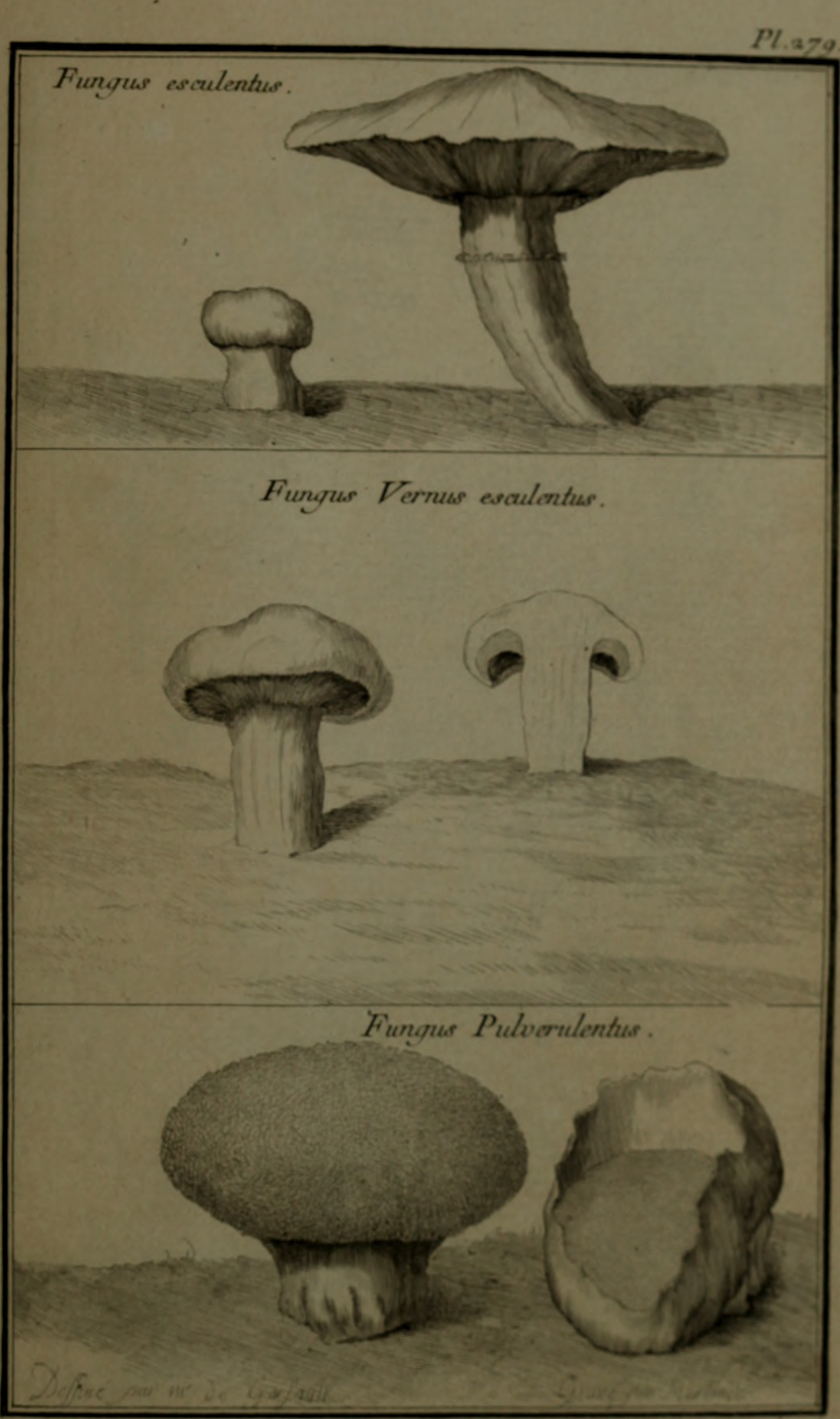
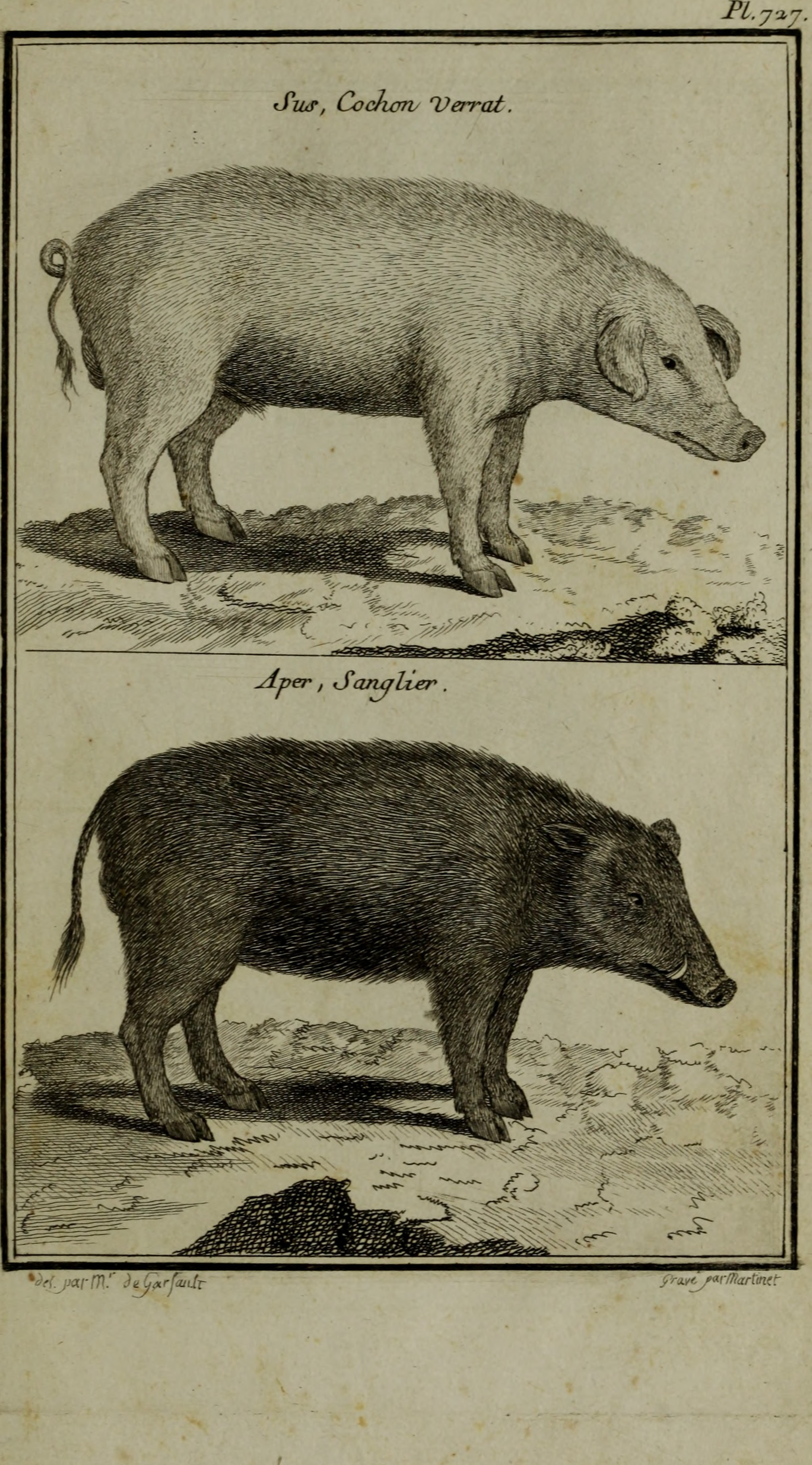
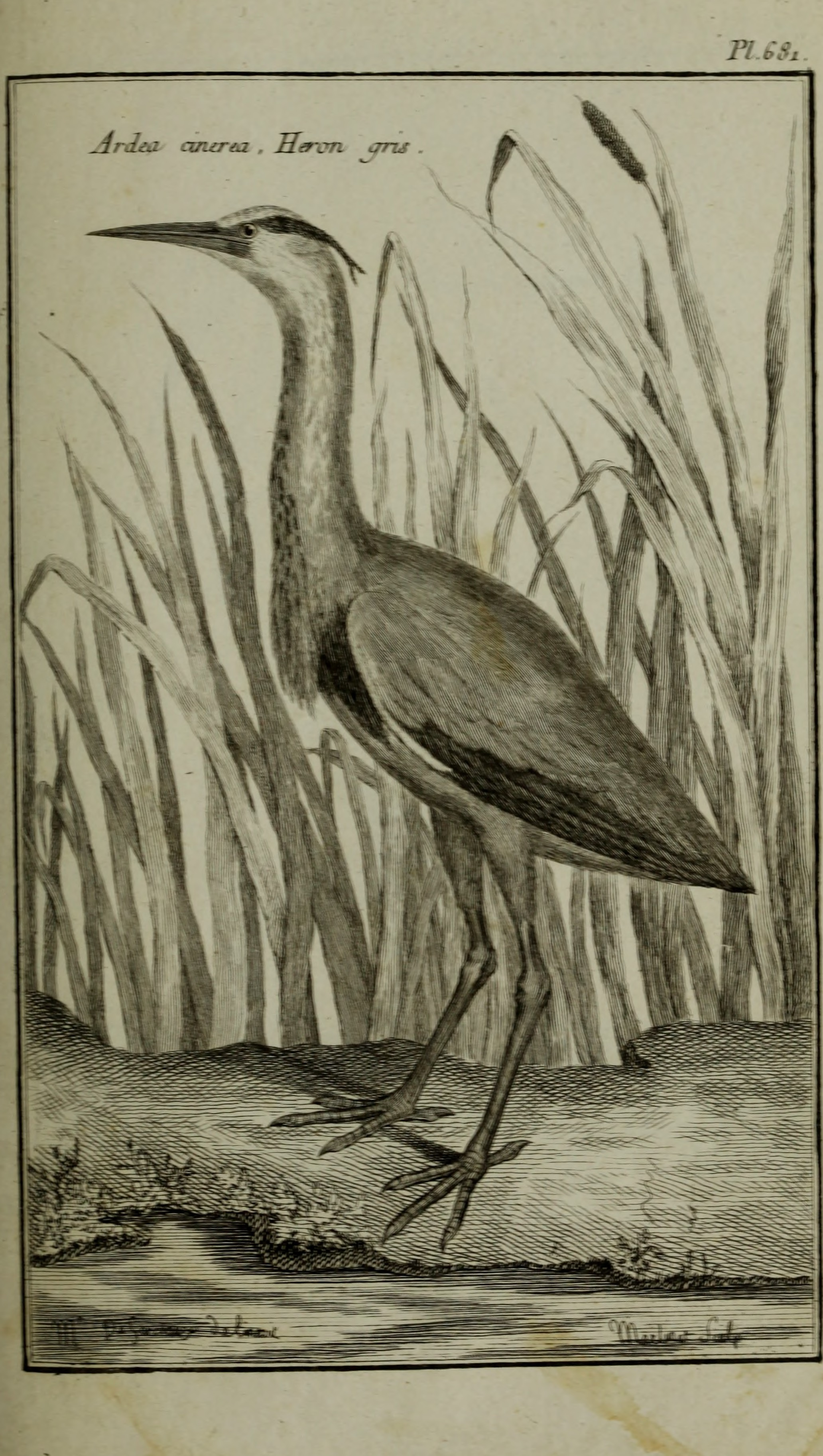
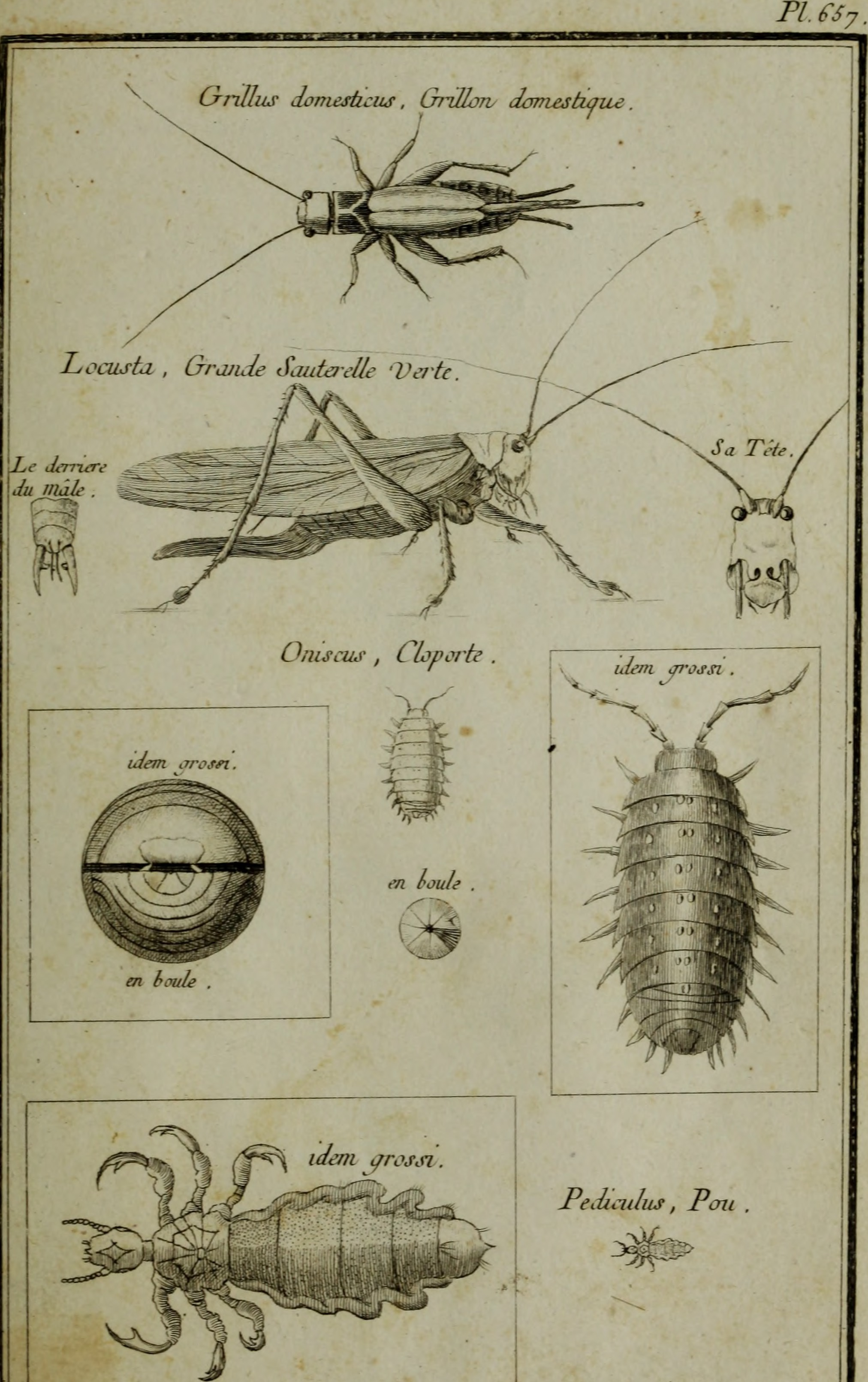
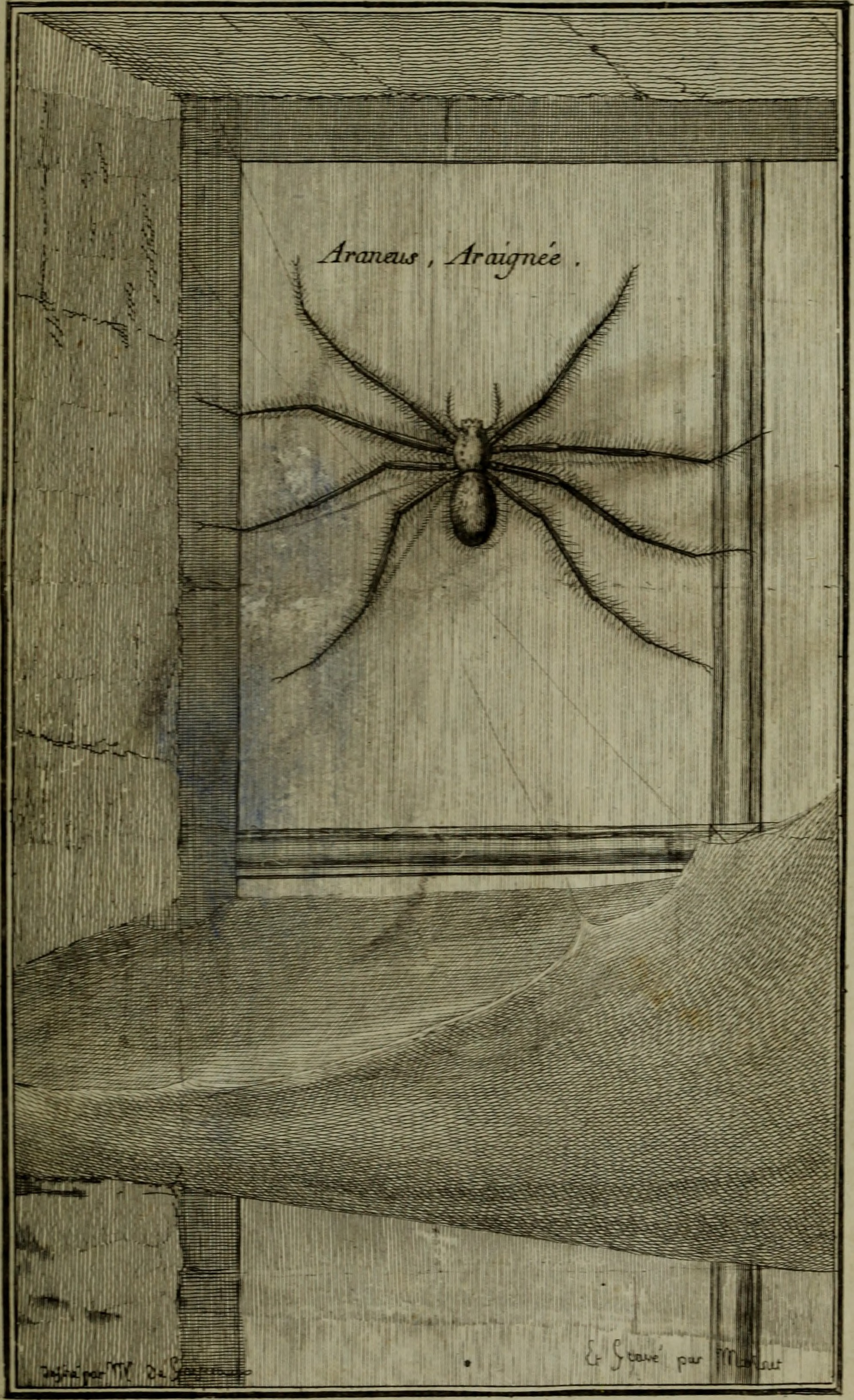
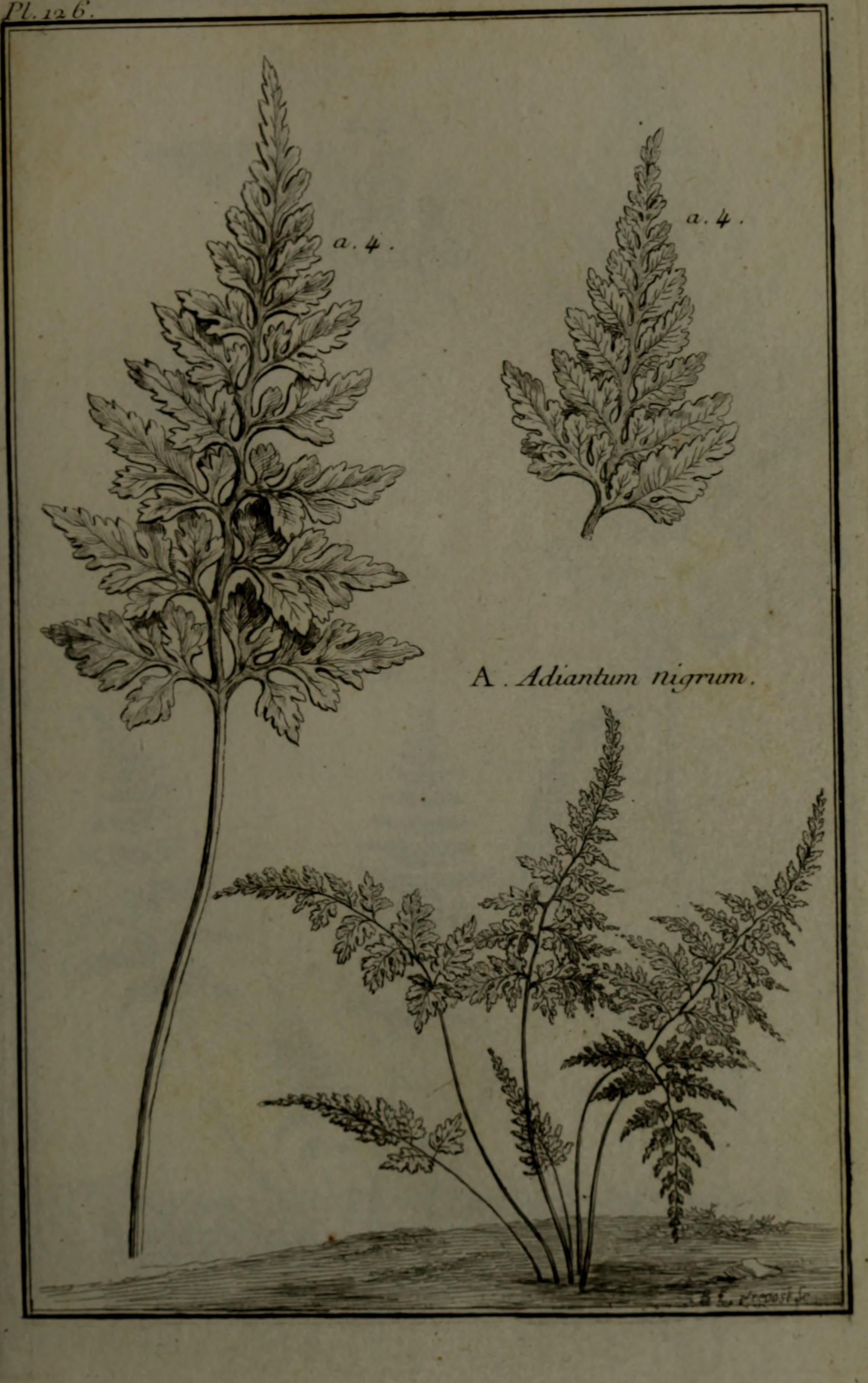

- (de) François-Alexandre de Garsault (trad. Joachim Pauli), Die Riemer- und Sattlerkunst, Berlin, 1790 (lire en ligne)

### Ouvrages traduits
- (en) François-Alexandre Garsault (trad. Domenic Albert Saguto), Art of the shoemaker [« Art du cordonnier »], Williamsburg, Va, Colonial Williamsburg Foundation, coll. « Costume Society of America series », 2009 (ISBN 978-0-87935-239-4)
- (de) François-Alexandre Garsault (trad. Daniel Gottfried Schreber), Die Paruckenmacherkunst, oder von dem Barbieren, Haarverschneiden, der Verfertigung der Manns- und Weibsparucken, dem Handel mit alten Parucken und der Baderey [« Art du perruquier... »], Leipzig und Königsberg, Johann Jacob Kanter, 1766, 545 p. (lire en ligne)